# Locomotiva SB 580
Le locomotive SB 580 erano locomotive a vapore con tender separato di rodiggio 1-5-0, costruite in Austria per il servizio sulle linee acclivi del Brennero, della Val Pusteria e del Semmering esercite dalla Südbahngesellschaft.

## Storia
Le locomotive SB 580 vennero concepite come macchine atte al servizio sulle linee di montagna della Ferrovia Meridionale (Südbahn) e costruite dalla fabbrica di locomotive di stato (StEG) dell'Impero austro-ungarico.
Tra il 1912 e il 1917 ne vennero immesse 27 unità in servizio. Quattro locomotive che erano state ordinate nel 1917 furono consegnate dalla StEG solo dopo la fine della guerra, nel 1920. Nel 1922 le nuove ferrovie statali austriache (BBÖ) che avevano ereditato il parco macchine Südbahn acquisirono dalla StEG ulteriori sei locomotive portando il totale di locomotive costruite dalla stessa fabbrica a 37 unità.
Dopo la fine della prima guerra mondiale, come avvenne nel caso di tante altre locomotive ferroviarie di costruzione austriaca, anche le "580" furono divise tra varie amministrazioni ferroviarie come risarcimento danni o come bottino di guerra; solo una parte di esse rimasero in Austria con i loro vecchi numeri.
Un gruppo di 10 locomotive 580 Südbahn, costruite tra 1912 e 1920, per le linee della Val Pusteria, del Brennero e del Semmering dopo la spartizione territoriale dell'Austria sancita dal Trattato di Saint Germain del 1919 vennero reimmatricolate nel parco rotabili delle Ferrovie dello Stato assumendo la classificazione di Gruppo 482.001-010.
Susseguentemente all'Anschluss, nel 1939 tutte le locomotive austriache del gruppo "580" vennero incorporate nella Deutsche Reichsbahn come DR 58.901-927.
Al termine della seconda guerra mondiale un gruppo di cinque macchine fu consegnato alla Jugoslavia che lo immesse nel parco ferroviario statale come serie JDZ 145; si trattava di due locomotive ex-"italiane" del gruppo 482, la 002 e la 003. Le altre tre erano le austriache ex-DR 58.908, 912 e 919.
Finita la guerra le locomotive austriache vennero reimmatricolate nelle nuove ferrovie federali austriache come ÖBB 258.901-926.
Tra il 1953 e il 1959 infine ebbe luogo l'accantonamento di tutto il gruppo ÖBB 258 e un gruppo di 13 macchine venne ceduto alle Ferrovie greche nelle quali svolse servizio fino alla prima metà degli anni sessanta.

## Caratteristiche
Le locomotive del gruppo 580 erano macchine a cinque assi motori accoppiati e carrello anteriore di guida monoassiale. La caldaia forniva vapore surriscaldato, alla pressione massima di esercizio di 14 bar, al motore a 2 cilindri a semplice espansione. Il forno era dotato di una imponente griglia della superficie di 4,47 m².
La loro massa in assetto di servizio era di 81,1 t, la velocità massima di 70 km/ora. Erano in grado di trainare treni di 310 t sulle dure rampe del Brennero spesso alla testa di Treni espressi.